# Armoedebeweging
De armoedebeweging was een middeleeuwse religieuze beweging die zowel in binnen- als buitenkerkelijk verband de beleving en de prediking van de vrijwillige armoede nastreefde in navolging van Christus en de apostelen (volgens Luc. 9:1-6).
Voor de opkomst van de bedelorden was de armoedebeweging ingeluid door de cisterciënzers (Robertus van Molesme) en de orde van Grandmont (Stefanus van Thiers), terwijl ook de Hospitaalbroeders, voornamelijk de Antoniusbroeders, en de Brugbroeders het apostolisch armoede-ideaal nastreefden.

## Armoedestrijd
De bekendste bedelorde werd die van de franciscanen. Binnen deze orde was er discussie tussen de conventuelen die bezit deelden en de spiritualen, waar bezit totaal verboden was. Deze armoedestrijd liep zo hoog op dat er ondanks het verbod daarop in het testament van Franciscus aan de paus gevraagd werd tussenbeide te komen. De uitspraak Quo elongati uit 1230 van paus Gregorius IX verklaarde het testament niet bindend, maar dit maakte geen einde aan de verdeeldheid. Paus Nicolaas III bevestigde in 1279 met Exiit qui seminat de kloosterregel van de franciscanen dat Christus en zijn apostelen in armoede geleefd hadden en dat dit zowel gemeenschappelijk als individueel gold. Hoewel dit tegemoet kwam aan de spiritualen, was deze minderheid ontevreden, aangezien de regel veelal niet nageleefd werd. Problematischer was echter dat het armoede-ideaal in zijn uiterste vorm gevolgen kon hebben voor de hiërarchische structuur en het bezit van de Kerk. Er volgden nog wel pausen die sympathiek stonden tegenover de spiritualen, zoals Clemens V die in 1312 met Exivi de paradiso hun positie verstevigde, maar dit veranderde met de komst van Johannes XXII. Deze keerde zich tegen de spiritualen en vaardigde daartoe in 1317 Quorundam exigit en Sancta Romana uit, in 1318 gevolgd door Gloriosam ecclesiam waarmee de spiritualen in de ban werden gedaan. In Marseille werden vier tot de spirituale fraticelli behorende franciscanen veroordeeld tot de brandstapel. Dit betekende echter niet het einde van de fraticelli en in 1323 verklaarde Johannes XXII met Cum inter nonnullos het armoede-ideaal als ketterij. Protest volgde van Michael van Cesena, Bonagratia van Bergamo en Willem van Ockham, gesteund door keizer Lodewijk de Beier. Lodewijk zette Johannes XXII in 1328 zelfs korte tijd af en zette Nicolaas V aan als tegenpaus, maar Johannes XXII wist het jaar erop terug te keren. De fraticelli verdwenen niet, maar als ketters werden zij regelmatig vervolgd, verbannen of verbrand.

## Ketterij
Armoedebewegingen als de Humiliaten en de Waldenzen waren al in 1184 door paus Lucius III in de ban gedaan en Gerard Segarelli die rond 1260 de Apostelbroeders was begonnen, werd in 1300 veroordeeld tot de brandstapel.